# Корабель йде в Індію
«Корабель йде в Індію» (швед. Skepp till India land) — кінофільм режисера Інгмара Бергмана, що вийшов на екрани в 1947 році. Фільм брав участь у конкурсній програмі 2-го Каннського кінофестивалю в 1947 році.

## Сюжет
Юганнес Блум прибуває до свого рідного портового міста на білосніжному лайнері. Він покинув свою батьківщину сім років тому і завтра вранці покине знову. Навідався сюди на один день, аби забрати з собою Саллі — дівчину, про яку пам’ятав увесь цей час. На вулицях нічного міста він випадково зустрічає свою стару знайому Софі, яка запрошує його до себе на каву. За розмовою із Софі та Сельмою Юганнес дізнається, що Саллі тепер живе в їхньому домі. Життя Саллі склалося не найкраще і вона не рада Юганнесу. Той іде з будинку та засипає на березі моря, згадуючи, що сталося сім років тому.
Тоді Юганнес жив і працював на судні разом зі своїми батьками. Сім’я та наймана ними команда підіймали затонулі кораблі. Того разу робота видалася особливо складною: баржа сильно вросла в дно. Однак батько Юганнеса, капітан Александр Блум, не дуже турбується про якнайшвидше закінчення роботи. Він весело проводить час у місті, де має також квартиру, до якої водить дівчат. Якось він приводить туди Саллі — співачку з вар’єте. Дівчина непокоїться за капітана, бо в того серйозні проблеми з очима і він поступово сліпне. Александр обіцяє відвезти її до далеких тропічних берегів.
Блум бере Саллі (нібито як працівницю) на борт свого корабля. Тут вона зустрічає Юганнеса. Хоча батько ненавидить хлопця, вважає його калікою та називає його сутулість горбом, Саллі одразу відчуває до нього сильну симпатію. Вона не зважає навіть на те, що Юганнес, напившись, досить грубо з нею поводиться. У той же час вона розчаровується в капітані, побачивши, як той тиранічно поводиться із сином та дружиною. Александр ненавидить свою сім’ю, що прикувала його до цього старого судна, тоді як Блум усе життя мріяв побачити далекі краї і боїться, що через сліпоту цього вже ніколи не станеться. Він також не дозволяє синові отримати документи та почати власне життя.
Саллі з Юганнесом вирушають до млина і кохаються. Дівчина каже, що закохалася би в юнака, однак втратила здатність кохати. Вона мріє про хутряне манто, цуцика, вигідну роботу та багатого коханця. Коли вони повертаються, капітана доводить до нестями думка, що син відібрав у нього останнє — Саллі. До того ж Юганнес уперше відкрито дає відсіч батькові. Александр вирішує вбити сина: просить його спуститися під воду та перекриває подачу кисню. Він біжить до свого сховку в місті. Згодом за ним приїжджає поліція. Юганнес (який не потонув) власноруч виводить батька зі словами: «Ми розуміємо, що ти хворий, ми відвеземо тебе до лікарні». Капітан не чинить спротиву, він остаточно осліп. Спускаючись сходами, він вистрибує у вікно.
Александр вижив, проте Юганнес тепер вільний. Саллі повертається до вар’єте. Хлопець обіцяє згодом забрати її. Саллі любить його і розуміє, наскільки він її змінив, проте вона не вірить, що колись вони будуть разом.
На цьому спогади закінчуються і Юганнес прокидається.
Він повертається до Саллі, аби виконати обіцянку. Але зараз, коли вона бачить Юганнеса — красеня у формі і без горба — вона знову не вірить йому та розуміє, що не варта його. Долаючи її спротив, моряк все ж забирає дівчину з собою на борт білосніжного лайнера.

## Історія створення
Після спільної роботи над стрічкою «Дощ над нашим коханням» продюсер Лоренс Мармстедт запропонував Інгмарові Бергману новий проєкт, знову ж таки для «Народних кінотеатрів Швеції». Ним мала стати стрічка за п’єсою шведськомовного фінського письменника Мартіна Седерєльма «Корабель йде в Індію». Початковий варіант кіносценарію, написаний самим автором оригіналу, було визнано непридатним до екранізації. Мармстедт узяв Бергмана із собою на відпочинок до Канн, де Інгмар за два тижні переписав сценарій. За його словами від п’єси Седерєльма врешті-решт майже нічого не лишилося.
Коли почалися власне зйомки, Бергман проти волі Мармстедта узяв на головну роль Гертруд Фрід, котру він описує як «надзвичайно обдаровану актрису, чарівливу, негарну». Побачивши проби, продюсер жахнувся та наказав змінити грим, у результаті за визначенням Бергмана та «стала схожа на повію з французької мелодрами». Режисер згадує:

У цій картині, як і в «Кризі», є сильні, життєздатні шматки. Камеру встановлено як треба, персонажі поводяться як і мають. У певні короткі миті я роблю кіно.
По завершенні стрічки я впав в ейфорію — мене переповнювало почуття власної величі. Мені здавалося, що я просто неперевершений, що я вже цілком сягнув рівня моїх французьких ідолів.

Мармстедт у доброму настрої вирушив до Канн, аби взяти зі стрічкою участь у відборі до 2-го Каннського кінофестивалю. Згодом він зателефонував звідти Бергману і в паніці благав його скоротити хронометраж (вирізати 400 метрів плівки), аби уникнути провалу. Режисер відмовився «вирізати хоч метр з цього шедевру». Зрештою стрічка зазнала нищівного фіаско.
Повним гіркого досвіду називає Бергман і прем'єрний показ на батьківщині. Ніхто не перевірив доставлену до кінотеатру копію плівки, і вже під час показу виявилося, що на ній зіпсована звукова доріжка; до того ж різні частини плівки пустили не в хронологічному порядку. На бенкеті після показу Бергман перший та останній раз у своєму житті напився до нестями. Усе це змусило режисера згодом під час роботи над «Портовим містом» досконало вивчити все, пов'язане з процесами звукозапису, проявленням плівки та виготовленням копій.

## Ролі
| Актор              | Роль                   |
| ------------------ | ---------------------- |
| Гольгер Левенадлер | капітан Александр Блум |
| Анна Ліндаль       | Еліс Блум              |
| Біргер Мальмстен   | Юганнес Блум           |
| Гертруд Фрід       | Саллі                  |